# Черных, Михаил Иванович (военачальник)
Михаи́л Ива́нович Черны́х (22 сентября 1900 г., с. Липяги, Алексинский уезд, Тульская губерния — 6 февраля 1985 г., Москва) – советский военачальник, командующий сапёрной армией в Великой Отечественной войне. Генерал-майор инженерных войск (1945).

## Биография
В Красной Армии с августа 1918 года. Участник Гражданской войны, воевал красноармейцем в составе 118-го стрелкового полка 8-й армии и в составе отдельного железного дивизиона на Кавказском фронте в 1920 году. В 1919 году вступил в РКП(б).
В межвоенный период М. И. Черных командовал сапёрными и инженерными подразделениями. Окончил Московскую военно-инженерную школу в 1925 году, Военно-техническую академию РККА в Ленинграде в 1932 году.
С марта 1932 года — начальник научно-испытательной станции Управления начальника инженеров РККА, затем служил в этом Управлении помощником начальника сектора и начальником отдела. С ноября 1938 года — помощник начальника управления военного строительства Киевского Особого военного округа.
Окончил Военную инженерную академию РККА имени Ф. Э. Дзержинского в 1940 году. С июня 1940 года — начальник производственного отдела управления оборонительного строительства Главного военно-инженерного управления Красной Армии, а с апреля 1941 — начальник отдела оборонительного строительства инженерного управления Прибалтийского Особого военного округа.
Участник Великой Отечественной войны с июня 1941 года. Тогда он был назначен заместителем начальника 2-го фронтового управления военно-полевого строительства Северо-Западного фронта, с сентября 1941 года — начальник 5-го фронтового управления военно-полевого строительства. Участник Прибалтийской стратегической оборонительной операции и последующих оборонительных боёв на Северо-Западном фронте.
С начала ноября 1941 года выполнял задание по формированию из состава рабочих батальонов и всех строительных управлений Западного фронта 1-й сапёрной армии. В декабре её командующим был назначен М. П. Воробьёв, а Черных назначен заместителем командующего этой армией. С 18 января 1942 года — командующий 9-й саперной армией, штаб которой находился в Краснодаре, а сама армия строила оборонительные сооружения на рубеже Пятигорск — Краснодар, а также по побережью Керченского пролива и Азовского моря.
В конце февраля 1942 года эта армия была расформирована, а полковник М. И. Черных назначен 25 февраля командующим 6-й саперной армией, действующей на Брянском фронте. Армия возводила оборонительный рубеж по реке Дон и переправы через Дон для войск Брянского фронта, Воронежский оборонительный обвод и Воронежский оборонительный рубеж.
С мая 1942 года — начальник 25-го управления оборонительного строительства (УОС) Закавказского фронта. Особенно на этом посту отличился в ходе оборонительного этапа битвы за Кавказ, когда сапёры под его командованием в условиях быстрого наступления немецких войск построили несколько оборонительных рубежей от Дербента до Баку и оборонительный рубеж по реке Терек. В 1943 году силы 25 УОС выполняли задачи в ходе наступления советских войск на Северном Кавказе, а также в ходе боевых действий в Донбассе в интересах Юго-Западного фронта. Большую роль стало играть в их работе разминирование местности, возведение переправ, создание тыловых рубежей обороны, строительство укрытий для войск и военных объектов от действий немецкой авиации, маскировка ударных группировок войск в ходе подготовки наступательных операций.
С ноября 1943 до конца войны — начальник 24-го УОС, действовавшего в интересах 2-го Украинского фронта. Участник битвы за Днепр, Корсунь-Шевченковской, Уманско-Ботошанской, Ясско-Кишинёвской, Дебреценской, Будапештской, Венской наступательных операций.
После Победы ещё год руководил 24-м УОС. С января 1946 года — заместитель начальника Главного управления оборонительного строительства Красной Армии, с апреля того же года — заместитель начальника управления оборонительного строительства Сухопутных войск СССР. С июля 1948 года — помощник начальника Центрального управления капитального аэродромного строительства Вооружённых сил СССР. С июля 1955 года — заместитель начальника 12-го управления Министерства обороны СССР. С июня 1956 года в запасе.

## Награды
- Орден Ленина (21.02.1945)
- Два ордена Красного Знамени (13.09.1944, 3.11.1944)
- Ордена Отечественной войны 1-й степени (16.02.1946) и 2-й степени (27.03.1943)
- Орден Красной Звезды (1.04.1943)
- Орден «Знак Почёта» (22.02.1941)
- Медаль «За боевые заслуги» (28.10.1967)
- Медаль «За оборону Москвы»
- Медаль «За оборону Кавказа»
- Медаль «За взятие Будапешта»
- Медаль «За взятие Вены»
- Другие медали